# Benedict Gross
Benedict Gross (22 giugno 1950) è un matematico statunitense.
È conosciuto per i contributi in teoria dei numeri, e in particolare per il teorema di Gross-Zagier, risultato sulle funzioni-L delle curve ellittiche, ottenuto in collaborazione con Don Zagier.
Per questo risultato ha ricevuto il Premio Cole in teoria dei numeri nel 1987.